# Salpingotus
Salpingotus (Vinogradov, 1922) è un genere di roditori della famiglia dei Dipodidi.

## Descrizione

### Dimensioni
Al genere Salpingotus appartengono roditori di piccole dimensioni, con lunghezza della testa e del corpo tra 41 e 57 mm e la lunghezza della coda tra 93 e 126 mm.

### Caratteristiche craniche e dentarie
Il cranio ha un profilo dorsale a cuore e presenta un rostro corto e sottile, le bolle timpaniche enormemente rigonfie, le arcate zigomatiche sottili e provviste di un processo sulla parte inferiore. La mandibola è poco sviluppata ed è perforata sul processo angolare. Gli incisivi sono stretti, lisci ed opistodonti, ovvero con le punte rivolte verso la parte interna della bocca, i molari sono cuspidati, il premolare superiore e gli ultimi molari sono ridotti.
Sono caratterizzati dalla seguente formula dentaria:

### Aspetto
L'aspetto è quello di un piccolo topo con la testa grande adattato ad un'andatura saltatoria. Le parti dorsali variano dal color sabbia al giallo-brunastro mentre le parti inferiori sono giallastre chiare. Il muso è corto, gli occhi sono grandi. Le orecchie sono ridotte. I piedi sono notevolmente allungati, i tre metatarsi sono separati tra loro e terminano con tre dita. Sulla loro superficie inferiore è presente una frangia di setole. La coda è circa due volte più lunga della testa e del corpo e può terminare con un ciuffo di peli chiari o neri ed avere la parte iniziale rigonfia a causa di un accumulo di grassi. Le femmine hanno quattro paia di mammelle.

## Distribuzione
Il genere è composto da roditori saltatori diffusi nelle regioni desertiche dell'Asia centrale, dal Kazakistan fino alla Cina settentrionale.

## Tassonomia
Il genere comprende 5 specie.
- Sottogenere Salpingotus
  - Salpingotus kozlovi
- Sottogenere Anguistodontus (Vorontsov & Shenbrot, 1984)
  - Salpingotus crassicauda
- Sottogenere Prosalpingotus (Vorontsov & Shenbrot, 1984)
  - Salpingotus heptneri
  - Salpingotus pallidus
  - Salpingotus thomasi